# Banachy
Banachy – wieś w Polsce położona w województwie podkarpackim, w powiecie niżańskim, w gminie Harasiuki.
| SIMC    | Nazwa     | Rodzaj    |
| ------- | --------- | --------- |
| 0793087 | Harasiuki | część wsi |

Do 1974 roku w powiecie biłgorajskim województwa lubelskiego 
W latach 1975–1998 miejscowość administracyjnie należała do województwa tarnobrzeskiego.
Wieś jest sołectwem w gminie Harasiuki. 
Na terenach należących do miejscowości znajdują się następujące zabytki:
- Cmentarz wojenny z II wojny światowej w Banachach (1)
- Cmentarz wojenny z II wojny światowej w Banachach (2)
- Mogiła zbiorowa powstańców z 1863 r. w Banachach

Wierni Kościoła rzymskokatolickiego należą do parafii Nawiedzenia Najświętszej Maryi Panny w Starym Bidaczowie.